# III. Rómanosz bizánci császár
III. Rómanosz, eredetileg Rómanosz Argürosz (ógörögül: Ρωμανός Γ΄ Αργυρός, latinul:  Romanus III Argyrus, 968 – Konstantinápoly, 1034. április 11.) a Bizánci Birodalom császára (uralkodott 1028. november 15-től haláláig), VIII. Kónsztantinosz veje, Zóé császárnő első férje volt. Uralkodása alatt nyíltan a nagybirtokosoknak kedvezett, végzetesen meggyengítve a birodalom katonai és pénzügyi alapjait.

## Uralkodása
Az előkelő Argürosz-családból származó, művelt és vonzó külsejű Rómanosz Konstantinápoly tekintélyes eparkhosza volt, amikor 1028. november 12-én a haldokló VIII. Kónsztantinosz összeházasította leányával, a trónörökös Zóéval. Felesége révén trónra lépve igyekezett bizonyítani, nagy császári elődeinek nyomdokain haladni, ezért fényes építkezésekbe kezdett, filozófiai vitákat tartott, sőt katonai babérokra is tört. 1030-ban személyesen vezette hadát Aleppó ellen, hogy megtorolja a muszlimok betöréseit, de Aazáznál meglepték és súlyos vereséget mértek rá az arab erők. A hadvezetéshez nem értő császár ezután bölcsen átengedte a parancsnokságot hadvezérének, Geórgiosz Maniakésznek, aki 1032-ben szép sikert aratva elfoglalta Edesszát, némileg kiköszörülve a bizánciak hírnevén esett csorbát.

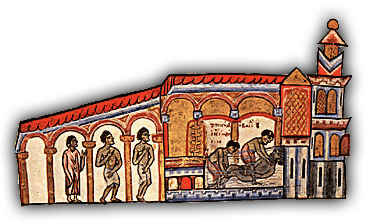
Rómanosz halála. Ábrázolás Ióannész Szkülitzész krónikájából (12. század)

Törvénykezésben az évszázados kisbirtok- és parasztvédő törvénykezés ellenére megerősödött nagybirtokosok érdekeit szolgálta. Eltörölte mindazokat a törvényeket, amelyek a császárság pénzügyi és katonai alapjául szolgáló parasztkatonai birtokokat védelmezték a nagy birtoktestekbe történő beolvadástól. Ezzel hivatalosan is győzedelmeskedett a nagybirtok terjeszkedése, amely fokozatosan felszámolta a Hérakleiosz 7. századi reformjaival kialakított rendszert. A bevételeket az is károsította, hogy a tehetősek érdekeit figyelembe véve Rómanosz eltörölte az allélengüont és az epibolét, miáltal a kincstár komoly bevételektől esett el.

## Utódlása
Zóé és Rómanosz házassága nem volt boldog, mert a császár rövidesen elhidegült idősödő feleségétől, akinek még a költőpénzét is megnyirbálta. Gyermekük sem született. Zóé ezért szeretőt tartott egy paphlagoniai parasztfiú személyében, akit eunuch fivére, az intrikus Jóannész Orphanotrophosz mutatott be neki. Rómanosz 1034-ben a fürdőben halt meg, talán mérgezés végzett vele; Zóé még aznap eljegyezte magát szeretőjével, aki IV. Mikhaél néven elfoglalhatta a bizánci trónt.